# فهرست مرگ (فیلم ۱۹۸۹)
فهرست مرگ (به انگلیسی: Hit List) یک فیلم اکشن و دلهره‌آور آمریکایی محصول سال ۱۹۸۹ به کارگردانی ویلیام لوستیگ است.شعار فیلم این بود: «آنها به زن اشتباهی حمله کردند… آنها کودک اشتباهی را ربودند… و مرد اشتباهی را هدف خود قرار دادند.» این فیلم توسط سین‌تل فیلمز تولید شد و در سینماهای ایالات متحده توسط نیو لاین سینما اکران شد.

## داستان
رئیس گانگستر ویک لوکا (ریپ تورن) قرار است در دادگاه حاضر شود و بنابراین یک مرد قاتل که در ظاهر یک فروشنده کفش است، کریس کالیک (لانس هنریکسن) را برای کشتن شاهدان استخدام می‌کند. او یک جاسوس در نیروی پلیس دارد که نام و مکان شاهدان را به او می‌گوید. متأسفانه در آخرین ضربه، قاتل حرفه‌ای وارد خانه اشتباهی می‌شود. وقتی صاحب جک کالینز (یان-مایکل وینسنت) به خانه می‌آید، همسر باردارش را بیهوش در آشپزخانه، دوستش در اتاق نشیمن مرده و پسرش را ربوده می‌بیند. مقامات که می‌خواهند لوکا باور کند پسر شاهد واقعی را دارد، کالینز را بازداشت می‌کنند. اما کالینز موفق به فرار می‌شود و همه چیز را به دست خود می‌گیرد.